# Puncak Mandala
Puncak Mandala (tidigare nederländskt namn: Julianatop) är Oceaniens tredje högsta berg med sina 4640 meter och ligger på Nya Guinea i Indonesien.